# Thylogale brunii
Thylogale brunii là một loài động vật có vú trong họ Macropodidae, bộ Hai răng cửa. Loài này được Schreber mô tả năm 1778.

## Hình ảnh

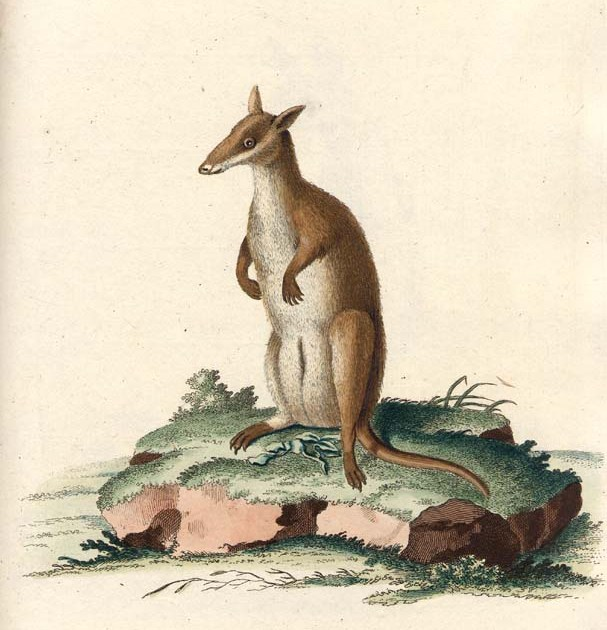